# Gymnomitrion apiculatum
Gymnomitrion apiculatum là một loài rêu tản trong họ Gymnomitriaceae. Loài này được (Schiffner) K. Müller miêu tả khoa học lần đầu tiên năm 1942.